# Vuzenica

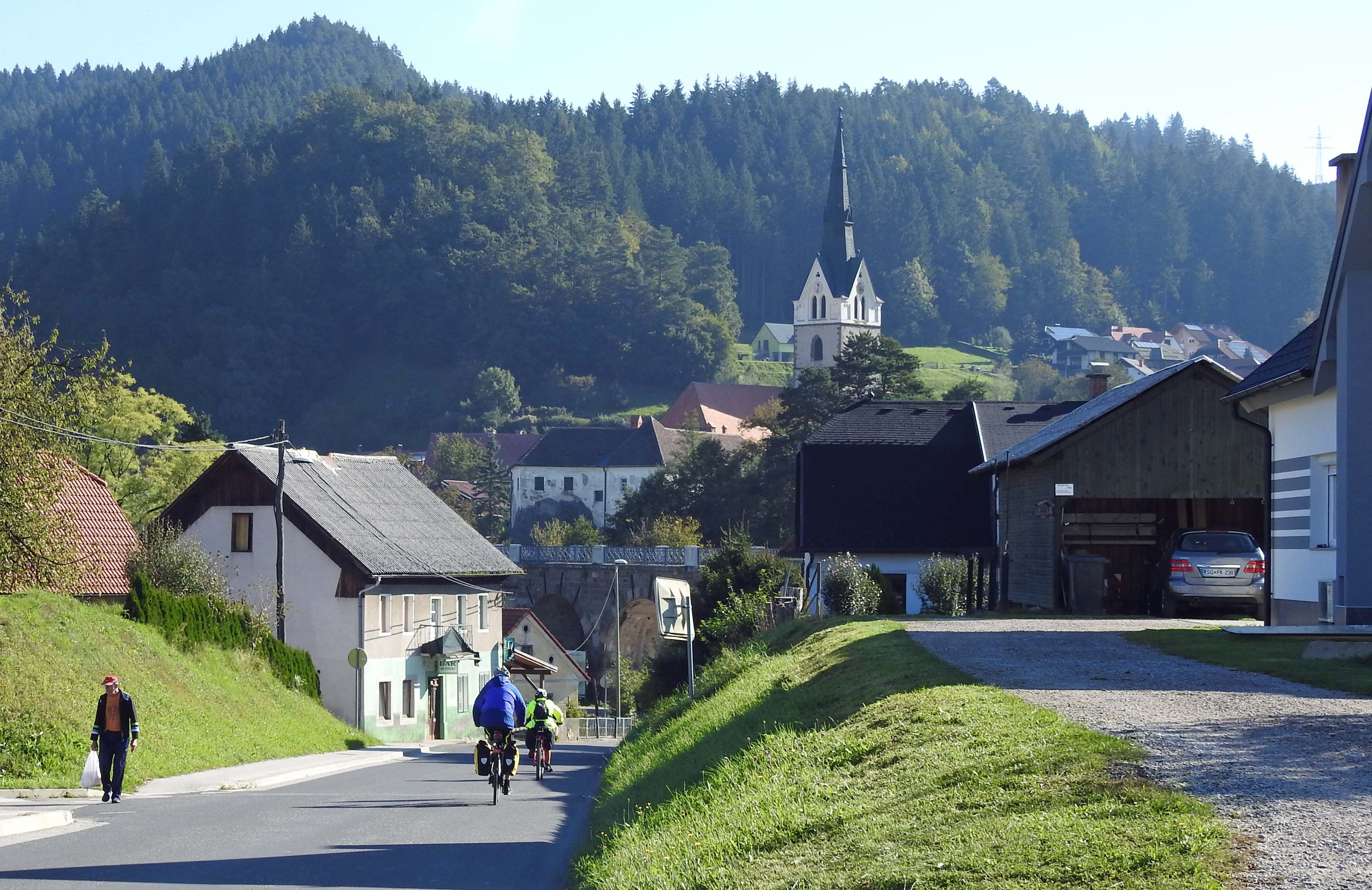
Vuzenica von Südwesten

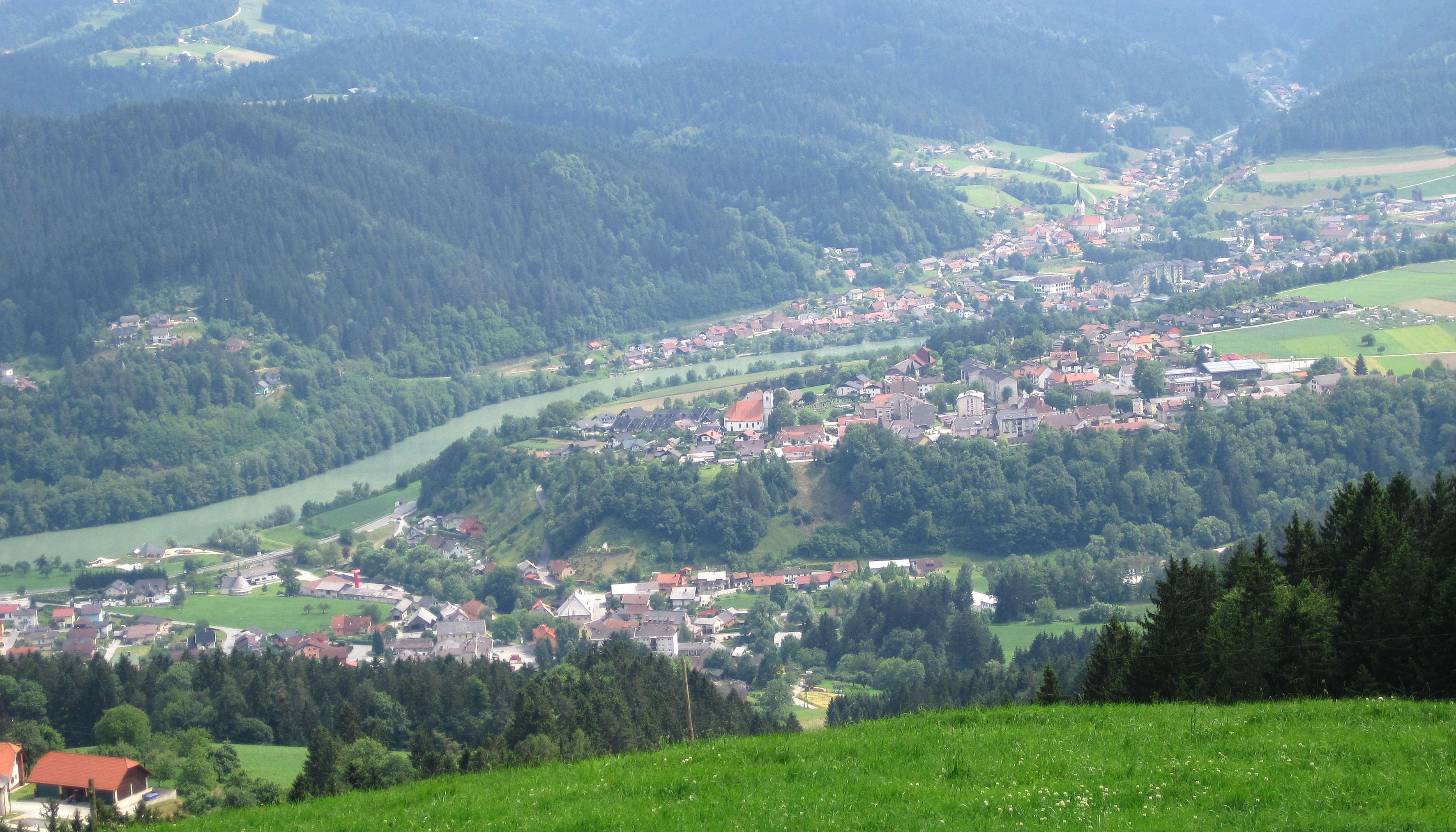
Vuzenica (in der oberen Bildhälfte, nördlich der Drau) und Muta (am Hügel im Vordergrund)

Vuzenica (deutsch: Saldenhofen) ist der Hauptort und das Verwaltungszentrum der Gemeinde Vuzenica in Slowenien. Er liegt in der historischen Landschaft Spodnja Štajerska (Untersteiermark), Region Koroška.

## Lage
Vuzenica liegt an der Drau (Drava) am Zusammenfluss mit der Crkvenica (Kirchbach), südlich von Muta.

## Geschichte
Die Ortschaft wurde 1238 erstmals erwähnt und zählt zu den ältesten Siedlungen im Tal. Bereits 1288 wurde sie als Markt erwähnt. Die Flößerei gab dem Ort zusätzlich Aufschwung.
In Vuzenica stehen u. a. die Kirche Sv. Nikolaj (Sankt Nikolaus) und das Pfarrhaus. Dort sind auf einer Tafel sämtliche Namen der Pfarrer eingetragen. Auch der des späteren ersten Bischofs des Erzbistums Maribor, Anton Martin Slomšek. Von der oberhalb des Ortes gelegenen Burg aus dem 13. Jahrhundert, dem Sitz der Burggrafen von Saldenhofen, sind nur noch Teile der Mauern erhalten.

## Sehenswürdigkeiten
- Ausstellung des Regionalmuseums von Slowenisch-Kärnten über Anton Martin Slomšek[6]